# Шаффер, Анна
Анна Ша́ффер (англ. Anna Shaffer; род. 15 марта 1992 года, Лондон, Англия, Великобритания) — британская актриса, наиболее известная по роли Трисс Меригольд в сериале Ведьмак, также играла Ромильду Вейн в фильмах о Гарри Поттере.

## Биография
Анна родилась 15 марта 1992 года в Лондоне, Англия. В течение 5 лет она изучала драму в школе Highgate Wood School. Как актриса, Анна дебютировала в фильме «Гарри Поттер и Принц-полукровка» в 2009 году. Задолго до премьеры фильма агентство Byron’s Management, представляющее интересы актрисы, опубликовало на своём сайте пять её новых фотографий. Для неё было новостью[стиль] заработать 17 000 долл. в столь юном возрасте. Затем актриса сыграла и в последующих двух фильмах саги: «Гарри Поттер и Дары смерти, часть 1» и «Гарри Поттер и Дары смерти, часть 2» в 2010 и 2011 годах соответственно.
C 2011 по 2014 год Анна исполняла роль Руби Баттон в телесериале «Холлиокс».

## Фильмография
| Год       |   | Русское название                    | Оригинальное название                         | Роль            |
| --------- | - | ----------------------------------- | --------------------------------------------- | --------------- |
| 2009      | ф | Гарри Поттер и Принц-полукровка     | Harry Potter and the Half-Blood Prince        | Ромильда Вейн   |
| 2010      | ф | Гарри Поттер и Дары Смерти: часть 1 | Harry Potter and the Deathly Hallows: Part I  | Ромильда Вейн   |
| 2011—2014 | с | Холлиокс                            | Hollyoaks                                     | Руби Баттон     |
| 2011      | ф | Гарри Поттер и Дары Смерти: часть 2 | Harry Potter and the Deathly Hallows: Part II | Ромильда Вейн   |
| 2016      | с | Класс                               | Class                                         | Рэйчел          |
| 2019      | с | Ведьмак                             | The Witcher                                   | Трисс Меригольд |